# Tongzoen

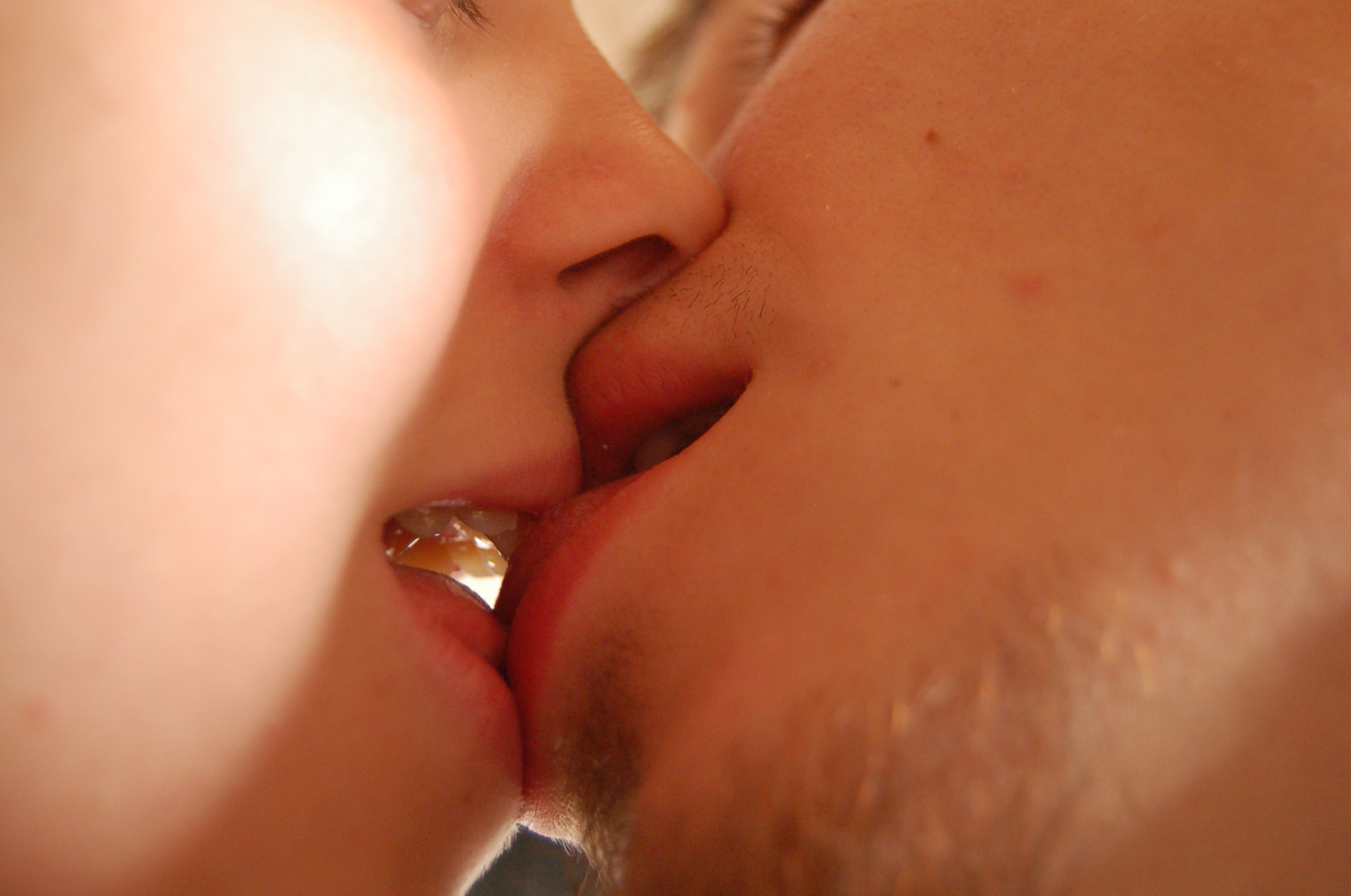
Tongzoenen

Een tongzoen, tongkus of French Kiss is een erotisch getinte kus waarbij de kussenden elkaar met geopende mond kussen, zodat de tongen elkaar kunnen raken, waarbij deze tegen elkaar bewegen. Vaak wordt de tong in de mond van de partner gebracht. In vergelijking met een gewone kus is een tongzoen over het algemeen veel langer van duur. Tongzoenen of tongen wordt vaak bedreven in seksueel getinte context. Door het stimuleren van gevoelige gedeeltes zoals de lippen en de tong kan men opgewonden raken.
Soemerische teksten uit Mesopotamië bevatten de oudst bekende verwijzingen naar kussen op de lippen (vanaf 2500 v.Chr.).
Tongzoenen is niet in alle culturen even gebruikelijk en de frequentie hiervan kan zelfs per koppel verschillen. Tongzoenen in het openbaar wordt in de meeste culturen afgekeurd, hoewel het in West-Europa en Noord-Amerika oogluikend wordt toegestaan. In veel andere culturen wordt het gezien als expliciet seksuele daad en staan er soms zelfs (strafrechtelijke) sancties op.
Tongzoenen onder dwang of tegen iemands wil viel aanvankelijk in Nederland juridisch onder de term verkrachting, namelijk het seksueel binnendringen van het lichaam (met de tong). Hier is de Hoge Raad op teruggekomen in het arrest van 12 maart 2013. Een gedwongen tongzoen geldt derhalve niet langer als verkrachting.
Via een tongzoen kunnen ziektes als verkoudheid, griep, meningitis en koortslip overgedragen worden.